# Liste der Monuments historiques in Montenois
Die Liste der Monuments historiques in Montenois führt die Monuments historiques in der französischen Gemeinde Montenois auf.

## Liste der Objekte
| Bezeichnung                 | Beschreibung | Standort                        | Kennzeichnung | Schutzstatus | Datum | Bild |
| --------------------------- | --- | ------------------------------- | ------------- | ------------ | ----- | ---- |
| Hauptaltar                  | Altartisch, Tabernakel, Retabel, Skulptur und zwei Gemälde; Holz, farbig gefasst und vergoldet, Ölfarbe auf Leinwand, 19. Jahrhundert | in der Kirche St-Georges (Lage) | PM25002225    | Inscrit      | 1999  |      |
| Gemälde Anbetung der Könige | Ölfarbe auf Leinwand, 18. Jahrhundert                                                                                                 | in der Kirche St-Georges (Lage) | PM25002226    | Inscrit      | 1999  |      |
| Zwei Reliquiare             | Metall, versilbert, um 1800 | in der Kirche St-Georges (Lage) | PM25002227    | Inscrit      | 1999  |      |
| Kelch                       | Silber, vergoldet, um 1800 | in der Kirche St-Georges (Lage) | PM25002228    | Inscrit      | 1999  |      |